# Рена
Вижте пояснителната страница за други значения на Рена.
Рѐна (на норвежки: Rena) е град в южна Норвегия. Разположен е край левия бряг на река Глома в община Омот във фюлке Хедмарк на около 140 km на север от столицата Осло. Административен център на община Омот. Има жп гара. Един от главните отрасли в икономиката на града е производството на картон. Население 2054 жители според данни от преброяването към 1 януари 2008 г.